# Luiz Otávio (calciatore 1992)
Luiz Otávio da Silva Santos (Japeri, 9 ottobre 1992) è un calciatore brasiliano, difensore del Mirassol.

## Caratteristiche tecniche
È un difensore centrale.

## Carriera
Cresciuto nelle giovanili del Bangu, ha esordito il 22 aprile 2012 in occasione del match di Copa Rio pareggiato 1-1 contro il Boavista-RJ.

## Statistiche

### Presenze e reti nei club
Statistiche aggiornate al 17 marzo 2018.
| Stagione          | Squadra           | Campionato        | Campionato | Campionato | Coppe nazionali | Coppe nazionali | Coppe nazionali | Coppe continentali | Coppe continentali | Coppe continentali | Altre coppe | Altre coppe | Altre coppe | Totale | Totale | Totale |
| Stagione          | Squadra           | Comp              | Pres       | Reti       | Comp            | Pres            | Reti            | Comp               | Pres               | Reti               | Comp        | Pres        | Reti        | Pres   | Reti   |        |
| ----------------- | ----------------- | ----------------- | ---------- | ---------- | --------------- | --------------- | --------------- | ------------------ | ------------------ | ------------------ | ----------- | ----------- | ----------- | ------ | ------ | ------ |
| 2012              | Bangu             | A/RJ              | 0          | 0          | CB              | 0               | 0               |                    | -                  | -                  | CR          | 3           | 1           | 3      | 1      |        |
| 2013              | Bonsucesso        | A/RJ              | 13         | 0          | CB              | 0               | 0               |                    | -                  | -                  | CR          | 7           | 0           | 20     | 0      |        |
| 2014              | Bonsucesso        | A/RJ              | 12         | 1          | CB              | 0               | 0               |                    | -                  | -                  |             | -           | -           | 12     | 1      |        |
| Totale Bonsucesso | Totale Bonsucesso | Totale Bonsucesso | 25         | 1          |                 | 0               | 0               |                    | -                  | -                  |             | 7           | 0           | 32     | 1      |        |
| 2015              | Luverdense        | PD/MT+B           | 6+25       | 0+1        | CB              | 0               | 0               |                    | -                  | -                  | CV          | 2           | 0           | 33     | 1      |        |
| 2016              | Luverdense        | PD/MT+B           | 15+20      | 2+1        | CB              | 0               | 0               |                    | -                  | -                  | CV          | 2           | 0           | 37     | 3      |        |
| Totale Luverdense | Totale Luverdense | Totale Luverdense | 66         | 4          |                 | 0               | 0               |                    | -                  | -                  |             | 4           | 0           | 70     | 4      |        |
| 2017              | Chapecoense       | A/RJ+A            | 7+12       | 1+1        | CB              | 1               | 0               | RS+CL+CS           | 1+4+0              | 1+1+0              | PL          | 2           | 1           | 27     | 5      |        |
| Totale carriera   | Totale carriera   | Totale carriera   | 110        | 7          |                 | 1               | 0               |                    | 5                  | 2                  |             | 16          | 2           | 132    | 11     |        |